# Undine von Blottnitz
Undine-Uta Bloch von Blottnitz, née le 20 août 1936 à Berlin et morte le 3 mars 2001 à Dannenberg, est une femme politique allemande.
Membre de l'Alliance 90 / Les Verts, elle siège au Parlement européen de 1984 à 1989 et de 1994 à 1999.